# Love Is Like a Butterfly (sång)
"Love Is Like a Butterfly" är en sång skriven av Dolly Parton för albumet albumet med samma namn 1974. "Love Is Like a Butterfly" skrevs av Dolly Parton och blev hennes fjärde etta på countrylistorna som soloartist. Singeln toppade i en vecka och tillbringade totalt 12 veckor på countrylistan.
En version sjungen av Clare Torry, har använts som signaturmelodi för BBC:s komedi-TV-serie Butterflies.

## Listplaceringar
| Lista (1974)                       | Topplacering |
| ---------------------------------- | ------------ |
| Amerikanska countrysingellistan    | 1            |
| Amerikanska Bubbling Under Hot 100 | 5            |
| Hot Adult Contemporary Tracks      | 38           |
| kanadensiska countrylistan         | 2            |

### Fotnoter
1. ↑  Whitburn, Joel (2004). The Billboard Book Of Top 40 Country Hits: 1944-2006, Second edition. Record Research. sid. 261
2. ↑  ”Clare Torry: Heaven in the Sky”. RPM Records. Arkiverad från originalet den 28 mars 2010. https://web.archive.org/web/20100328170650/http://www.cherryred.co.uk/rpm/artists/claretorry.php. Läst 10 juni 2010.